# キッドナップ・ブルース
『キッドナップ・ブルース』（KIDNAPING BLUES）は、1982年（昭和57年）10月9日に公開されたタモリ（タモリ一義名義）主演・浅井慎平監督・脚本、撮影、照明による日本映画である。　

## 概要
浅井慎平が四役を一人でこなし、浅井の人脈で豪華キャストが集結。主演のタモリがノーギャラとされるため、他の出演者もノーギャラか、それに近いギャラと見られる。
孤独な中年オヤジのタモリが「海が見たい」という少女と旅に出るというストーリーが、ともすれば少女誘拐に見えかねない設定に長らく封印作品だったとされ、VHSリリースはされたものの、DVD化されたのは公開から26年後の2008年（平成20年）であった。

## ストーリー
本業はバンドマンだが今はほとんど仕事をせず、パチプロのような事をして稼いでいる中年男、森田。彼は近所に住む母子家庭で鍵っ子の孤独な少女、舞を普段から気にかけていたが、ある時彼女の「海が見たい」というつぶやきに応じて自転車で海辺まで連れていった折、そこで出会ったジャズピアニストに言われた「こういう子なら、旅をさせてもいいんじゃないか」という言葉に乗り、舞を連れた旅に出る事にする。特に行く先も決めていない二人の旅は日本のあちこちに及び、様々な人に出会っては別れる旅路が続くが、森田はほとんど家にいない舞の母親とは面識が無く、母親が出した捜索願により誘拐犯とされて指名手配されてしまう。「東京に帰ろうか」と問う森田に舞はポツリと「雪が見たい」と答え、二人は北の雪野原に向かうが、途中で寄った質屋の店主の通報により、警察の追跡はすぐそこまで迫っていた。森田が質屋で買ったカメラで舞と並んだ写真を撮ったところで、森田の収監が示唆される。

## キャスト
- 男：タモリ一義
- 少女：大和舞
- 居酒屋の客：淀川長治
- 居酒屋の客：岡本喜八
- ピアニスト：山下洋輔
- 旅館女中：藤田弓子
- 少女の母：桃井かおり
- 農家の男：川谷拓三
- 女教師：竹下景子
- 景品屋：内藤陳
- タクシー運転手：佐藤B作
- 旅館の娘：宮本信子
- 写真家：沢渡朔
- 散歩の人：伊丹十三
- 屋台の主人：渡辺文雄
- オートバイの男：所ジョージ
- 理髪師：米山功
- BARのママ：吉行和子
- BARのホステス：高見恭子
- 酔客：室田日出男
- 酔客：根津甚八
- 酔客：森健一
- 質屋：小松方正

## スタッフ
- 監督：浅井慎平
- 企画：多賀祥介
- 製作：岡本みね子・佐々木史朗
- 脚本：浅井慎平
- 音楽：山下洋輔
- 挿入歌：「狂い咲きフライデイ・ナイト」（作詞 / 作曲：桑田佳祐、歌：タモリ）[1]
- 撮影：浅井慎平
- 編集：吉岡雅春
- 照明：浅井慎平
- 録音：小島和明

## 製作
1981年の始めに製作費1,000万映画で有名なATGが、「今、1000万円で何が可能か?」を探るべく、「もう一度1,000万映画」というコンセプトで、1981年の1,000万映画として、『ガキ帝国』『九月の冗談クラブバンド』『生きてゐる小平次』『近頃なぜかチャールストン』（全て発表時のタイトル）とともに5本のうちの1本として製作発表があった。このとき発表されたタイトルは『KID NAPING BLUES（誘拐の唄）』で、「誘拐事件を借りて現代を生きるということの意味を問う」と説明があった。また5本はいずれも東京ではシネマ・プラセットで公開すると発表された。
1981年（昭和56年）10月の文献には「5～6年前に実際に起こった事件を主題に、二人の珍道中が描かれます。1981年（昭和56年）12月にアップするが、公開は来年か?」と書かれている。タモリはノーギャラ。浅井慎平との付き合いの延長として出演した。タモリは出演にあたり、「（自分は）いつダメになるか、もうオチメだろうって、ずっーと思っているけど、忙しくなるばっかりで、でもいい友だちがいたので助けられたんですね」と話した。映画製作中は『笑っていいとも!』はまだ始まっておらず、映画雑誌にもタモリのプロフィールが詳しく紹介されるなど、まだ誰にでも知られる存在ではなかった。

## 映像ソフト
VHSは『ATGビデオ文庫』のひとつとして東宝ビデオからリリースされた後、1998年（平成10年）4月24日に東和ビデオから再発売。その後2008年（平成20年）6月25日に浅井愼平監修の下で、ニューマスター仕様のDVDがジェネオン エンタテインメントから発売された。2021年（令和3年）7月にはキングレコードからブルーレイディスクが発売されている。